# Вугрехвості соми
Вугрехвості соми (Plotosidae) — родина риб надродини Siluroidea ряду сомоподібних. Має 10 родів та 41 вид. Інша назва «коралові соми».

## Опис
Загальна довжина представників цієї родини коливається від 9 см до 1,5 м. Голова відносно невелика. Здебільшого мають 4 пари сенсорних вусів, що розташовані навколо рота. Рот складається з двох потужних і широких щелеп. Зуби конічної форми. Зяброві мембрани не злиті разом, у них 7—14 зябрових тичинок. Тулуб за своєю формою нагадує вугра. Звідси походить назва цих сомів. Перший спинний плавець має коротку основу, помірно довгий, загострений. Помірно довгий жировий плавець поєднується з хвостовим плавцем, останній поєднано з довгим анальним плавцем. Грудні плавці є добре розвиненими. Рід Plotosus і деякі інші мають отруйні залози в їх шипах — в першому спинному плавці та черевних плавцях. Плавальний міхур без кісткової капсули. Їхні хвости довгі, загострені, конічні або тупо закруглені.
Забарвлення темних кольорів, низка видів строкаті: з білими смугами або стрічками.

## Спосіб життя
Населяють узбережжя та внутрішні води лагун, розташованих серед коралових рифів, надають перевагу солонуватим водоймам. Хоча вугрехвості соми населяють переважно моря, вони можуть довго жити й на опріснених ділянках у гирлах річок. Є й суто прісноводні види. Здатні утворювати великі зграї. Усі види активні хижаки. Живляться безхребетними та рибою. Деякі з цих сомів здатні своїми зубами або шипами завдавати хворобливих поранень.

## Розповсюдження
Поширені від Японії до Австралії, Нової Зеландії та Фіджі. Переважно зустрічаються біля Австралії та острова Нова Гвінея. Вид Plotosus lineatus є активним мігрантом, через Суецький канал запливає до Середземного моря, до узбережжя Ізраїлю.